# Dobronice u Chýnova
Dobronice u Chýnova (německy Dobronitz) jsou vesnice, část města Chýnov v okrese Tábor v Jihočeském kraji. Nachází se asi čtyři kilometry severozápadně od Chýnova. Jižně od vesnice vede železniční trať Tábor – Horní Cerekev, na které se nachází zastávka Dobronice u Chýnova. Dobronice u Chýnova jsou také název katastrálního území o rozloze 11,73 km².

## Historie
První písemná zmínka o vesnici pochází z roku 1366.

## Přírodní poměry
Jihozápadně od vesnice leží nedaleko soutoku Chotovinského potoka s Chýnovským potokem přírodní památka Stříbrná Huť.

## Obyvatelstvo
| Rok            | 1869 | 1880 | 1890 | 1900 | 1910 | 1921 | 1930 | 1950 | 1961 | 1970 | 1980 | 1991 | 2001 | 2011 | 2021 |
| -------------- | ---- | ---- | ---- | ---- | ---- | ---- | ---- | ---- | ---- | ---- | ---- | ---- | ---- | ---- | ---- |
| Počet obyvatel | 346  | 395  | 376  | 345  | 318  | 339  | 264  | 252  | 246  | 236  | 180  | 125  | 117  | 129  | 143  |
| Počet domů     | 34   | 38   | 42   | 44   | 45   | 46   | 48   | 57   | 55   | 52   | 51   | 64   | 67   | 66   | 67   |

## Obecní správa
Při sčítání lidu v letech 1850–1971 Dobronice u Chýnova byly samostatnou obcí v okrese Tábor. Od 26. listopadu 1971 do 30. června 1980 byly částí obce Kloužovice v okrese Tábor, kdy se konaly obecní volby. Od 1. července 1980 jsou částí města Chýnov v okrese Tábor. V letech 1850–1879 k obci patřil Dub, v letech 1850–1899 Kloužovice a Velmovice a v letech 1850–1920 také Smyslov.

## Pamětihodnosti
- Socha svatého Jana Nepomuckého